# Little River (Snowy River, Victoria)
Der Little River ist ein Fluss im östlichen Gippsland im australischen Bundesstaat Victoria.

## Verlauf
Er entspringt an den Hängen des Mount Stradbroke im südlichen Alpine-Nationalpark. Von dort fließt er durch unbesiedeltes Gebiet nach Südosten, durchquert die Little River Gorge und mündet schließlich in den Snowy River.